# 郭生练
郭生练（1957年7月—），男，福建龙岩人，武汉大学水利水电学院教授，中国水文学家。武汉水利电力学院（后并入武汉大学）毕业，爱尔兰国立大学工程水文系水文水资源专业博士研究生。

## 生平
1997年3月加入中国民主同盟。历任武汉水利电力大学河流工程系副教授、教授、博导，校国际合作处处长，武汉大学教授，民盟湖北省委副主任委员等职。2002年6月任民盟湖北省委主委、湖北省科技厅副厅长，同年12月被补选为民盟中央常委，2003年1月当选湖北省政协副主席、湖北省科技厅厅长。2005年7月任湖北省人民政府副省长。

## 学术贡献
郭生练主要从事变化环境中的水文水资源学，数字流域，水文预报和水库调度，水资源优化配置等科研工作。先后主持国家级课题20多项，横向课题60余项，发表学术论文300多篇，其中在国外学术刊物上发表论文55篇，SCI检索论文30多篇。合作编著6本科技专著，有14项成果获省部级及以上科技奖。

## 著作
- 专著
  - 水库调度综合自动化系统，武汉水利电力大学出版社，2000年
  - 设计洪水研究进展与评价，中国水利水电出版社，2005年
- 合著
  - 分布式流域水文模型，中国水利水电出版社，2004年（与熊立华）
  - 中部区域创新发展战略研究报告，经济管理出版社，2004年（与胡树华）
  - 流域降雨径流理论与方法，湖北科学技术出版社，2008年（与张文华）